# 柳營吳晉淮故居
柳营吴晋淮故居位於臺灣臺南市柳營區界和路，為吳家在原有祖厝被地震震毀後重建的祖厝，於民國九十四年（2005年）3月18日公告為歷史建築。由於受到2009年莫拉克颱風與2010年甲仙大地震影響，於2010年5月30日進行整修。
2012年6月整修完成，臺南市政府為紀念台灣歌謠音樂家吳晉淮老師對於台灣音樂界的貢獻，將原故居活化為音樂紀念館並於當年9月28日啟用，當日舉行了開幕音樂會，現場演唱著一首首吳晉淮老師膾炙人口的歌曲，市府文化局並將多達二十首歌曲作品集結成「吳晉淮歌簿」現場贈送，藉此傳遞吳老師創作台灣歌謠的精神。

## 沿革
吳晉淮祖先原籍福建省泉州府南安縣，約在清雍正年間（1725年－1745年）搬到臺灣府諸羅縣開化里鐵線橋堡龍船窩庄，其開臺祖吳以濟曾受贈「大戶侯」稱號，當時火燒店周圍到急水溪均為吳家田產。
在日治時期，位於今天祖厝西邊的磚造祖厝在昭和六年（1931年）因為新營地震而倒塌，吳晉淮長兄吳振生遂主持祖厝的重建工程。據說動工之前曾先去參考嘉義某間民宅，黃明雅認為可能是參考了新港林通喜古厝。祖厝落成於昭和七年（1932年），此時吳晉淮正在日本求學，而其長兄則在完工之後遷至新營，二哥吳進益則在外地求學行醫，三哥吳晉煌則在昭和十五年（1940年）分家後遷到所分得的果園內居住。吳晉淮在昭和八年（1933年）完成中學課程後曾短暫居住於此，之後則是與其妻高瑜鴻的婚姻為女方家長所接受後，才回到柳營補辦婚宴，將新居設在右次間裡。然而在吳晉淮母親於民國四十五年（1956年）逝世後，由於家族成員陸續外遷，故居因而荒蕪，後來在民國七十年代（1980年代）又因為都市計畫而拆除屋子的圍牆與古井，導致建築逐漸受損。

## 建築特色
吳晉淮故居為坐北朝南的三合院，正身為五開間，兩旁的伸手為三開間，屋瓦採用紅色仰合瓦，屋脊為大脊。

## 館內介紹
目前音樂紀念館內展有吳晉淮老師之生平、創作人生、吳晉淮家族與火燒店聚落墾拓、吳氏家族成員、吳晉淮故居興修略事、創作專輯及創作手稿；另外場外廣場不定時舉行音樂會。

## 外部連結
1. 1 2 3 4 5 6 7 8  黃明雅. . 臺南縣政府. 2009年3月: 112－123頁. ISBN 978-986-00-9689-7.
2. 1 2  . 文化部文化資產局. （原始内容存档于2019-06-04）.
3. ↑  . 今日新聞網. 2010-05-30  [2011-06-12] （中文（臺灣））.
4. ↑  . 自由時報. 2012-07-12  [2019-08-09]. （原始内容存档于2019-08-09） （中文（臺灣））.
5. ↑  . 自由時報. 2012-09-29  [2019-08-09]. （原始内容存档于2019-08-09） （中文（臺灣））.